# Piotr Miś
Piotr Miś (ur. 6 sierpnia 1977) – polski koszykarz, występujący na pozycji środkowego.

## Osiągnięcia
Stan na 24 kwietnia 2022.

### Drużynowe
- Awans do:
  - PLK:
    - z Legią Warszawa (2000)
    - z Siarką Tarnobrzeg (2010)
    - ze Startem Lublin (2002)

  - I ligi z PTG Sokołem Łańcut (2004)

### Indywidualne
- Zaliczony do I składu I ligi (2005, 2010)[1]
- Uczestnik meczu gwiazd I ligi (2010)[2]